# Mirzo Tursunzoda

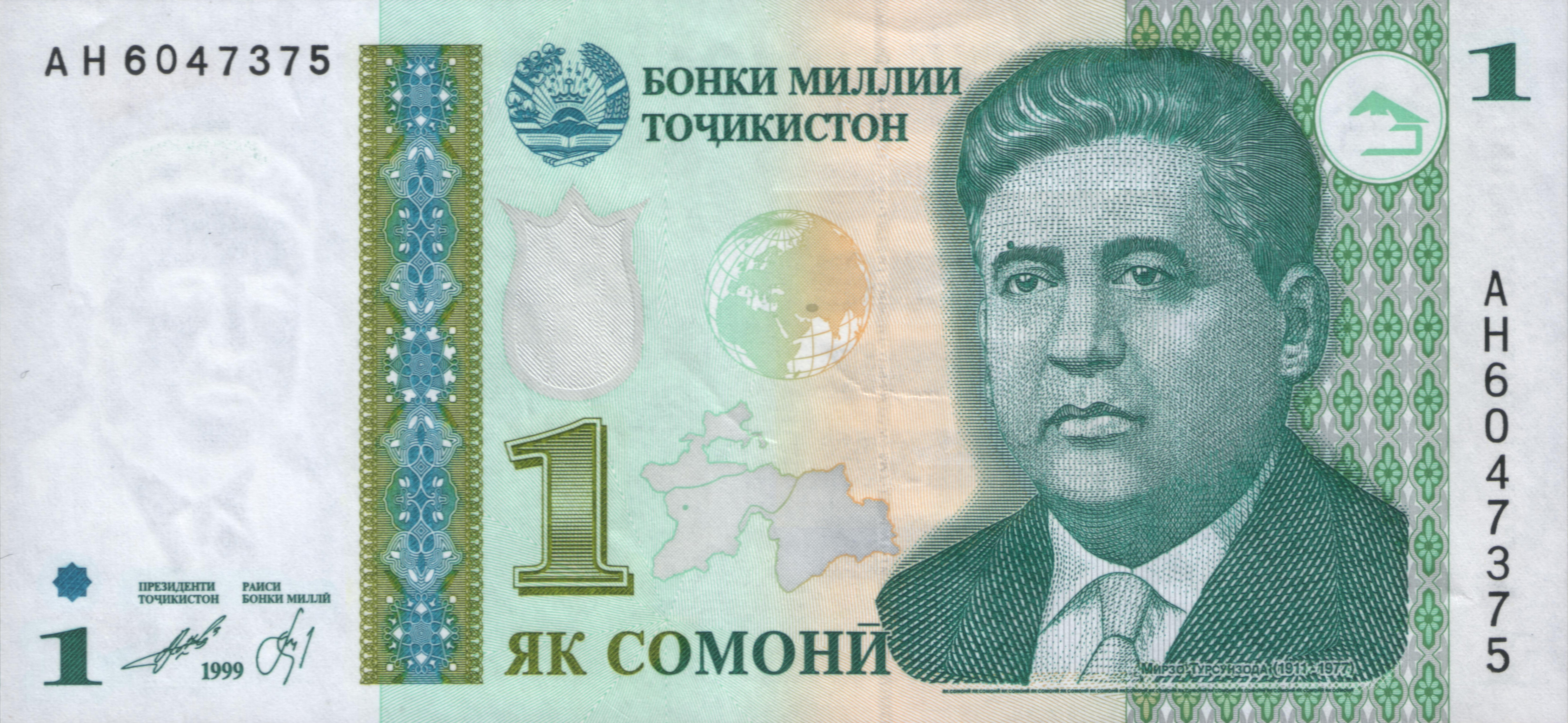
Mirzo Tursunzoda en el billete de un somoni.

Mirzo Tursunzoda (en tayiko Мирзо Турсунзода) (1911-1977) fue un poeta y político soviético de etnia tayika. Entró en el Partido Comunista de la República Socialista Soviética de Tayikistán en 1941.

## Reconocimientos
Fue una prominente figura de la historia política y literaria de Tayikistán. Su rostro aparece en el billete de un somoni. En 1978 la ciudad de Tursunzoda fue bautizada en su honor. Fue reconocido con el premio Stalin. En 2007 se le concedió póstumamente la "Estrella de Asia y África" por parte de las autoridades rusas en reconocimiento a su labor con el tercer mundo.